# Комиссарово (Тюменская область)
Комиссарово — село в Заводоуковском районе Тюменской области. В рамках организации местного самоуправления находится в Заводоуковском городском округе.

## География
Село находится на юго-западе Тюменской области, в пределах юго-западной части Западно-Сибирской низменности, в лесостепной зоне. .
Расположено на правом берегу реки Емуртла. Расстояние до села Колесниково 9 км, села Новая Заимка 32 км, города Заводоуковска 51 км, города Тюмени 151 км .

### Климат
Климат континентальный с холодной продолжительной зимой и тёплым относительно коротким летом. Средняя температура воздуха самого холодного месяца (января) — −18,7 °C (абсолютный минимум — −47,3 °C); самого тёплого месяца (июля) — 18 °C (абсолютный максимум — 38,4 °С). Безморозный период длится в среднем 111 дней. Среднегодовое количество атмосферных осадков составляет 181—469 мм, из которых 70 % выпадает в тёплый период. Продолжительность залегания снежного покрова составляет в среднем 164 дня.

### Часовой пояс
Село Комиссарово, как и вся Тюменская область, находится в часовой зоне МСК+2. Смещение применяемого времени относительно UTC составляет +5:00.

## История
В переписи 1749 года Комиссарово нет. Впервые упоминается в ревизской сказке 1762 года . Основана переселенцами из Краснослободского острога, Верхнесуерской и Емуртлинской слобод. Имя своё деревня получила от слова «комиссар». Один из основателей деревни носил прозвище «комиссар» - по Далю - «должность, звание заведующего припасами; смотритель, пристав».
С 1762 года относилась к Кизакской слободе, с 1795 входила в состав Пятковской волости  Ялуторовского уезда, с 1812-Новозаимской волости, с 1834-Пятковской волости, с 1919 - Комиссаровского сельсовета Пятковской волости, с 1924 в составе Емуртлинского района. 17 июня 1954 года Комиссаровский сельсовет упразднен, вошел в Колесниковский сельский совет
- В 1912 году в Комиссарово были: библиотека и читальня, школа, хлебозапасной магазин, винная лавка, 2 торговых лавки, ветряная мельница, водяная мельница, маслодельня, 2 кузницы, пожарная охрана[8].
- Комиссарово относилась к приходу Ильинской церкви села Большаковского[9].
- В период коллективизации  образован колхоз «Заветы Ильича», который в 1950-е годы вошел в состав колхоза им. Жданова. Деревня признана неперспективной и постепенно умирает[4].

## Население
| 1762 | 1782 | 1816 | 1834 | 1858 | 1897 | 1926 | 1989. | 2002 | 2010 | 2021 |
| 130  | 146  | 147  | 321  | 337  | 533  | 755  | 68    | 93   | 53   | 44   |

| 2010 |
| ---- |
| 53   |

## Галерея

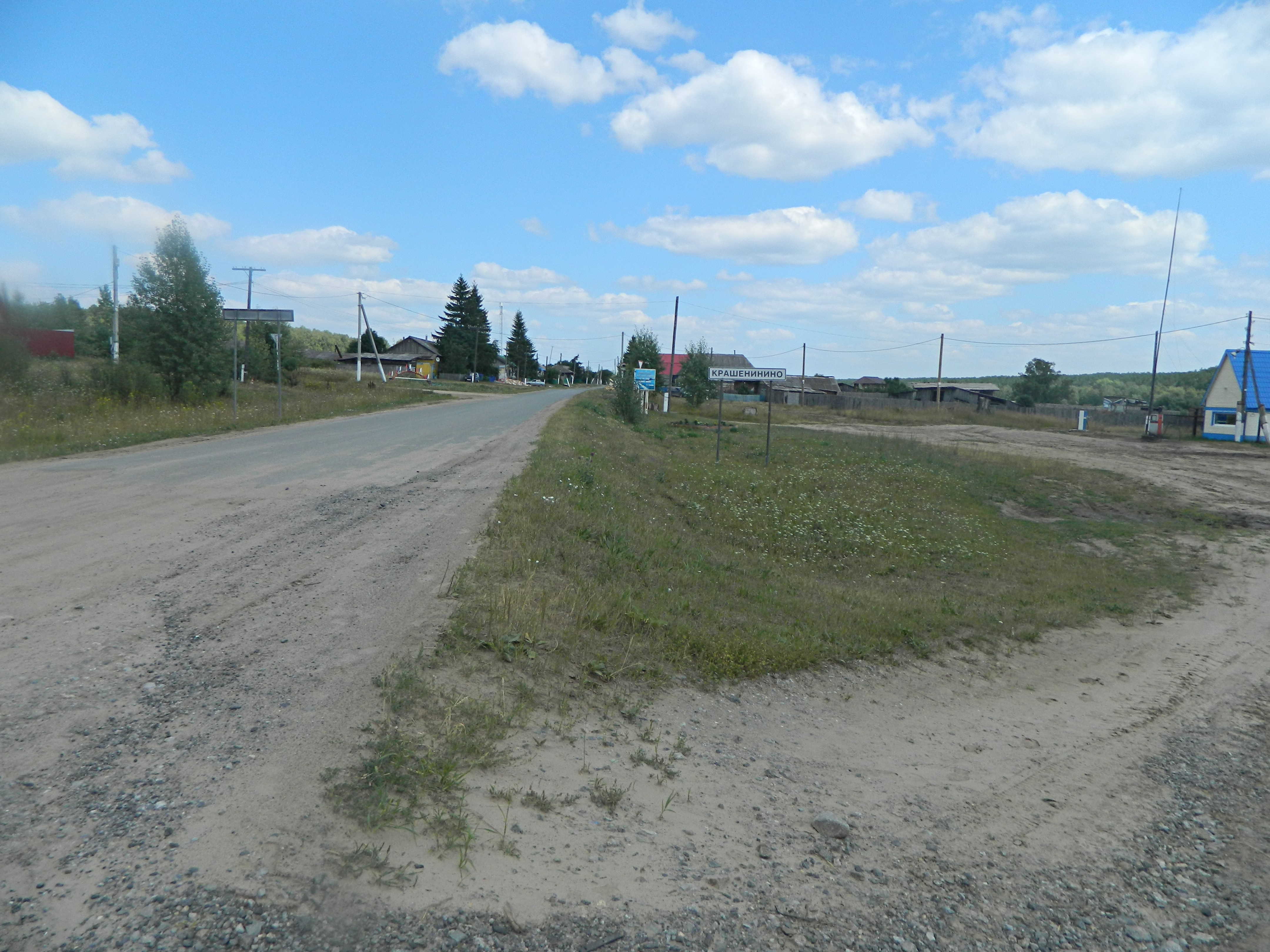
Въезд в с. Комиссарово
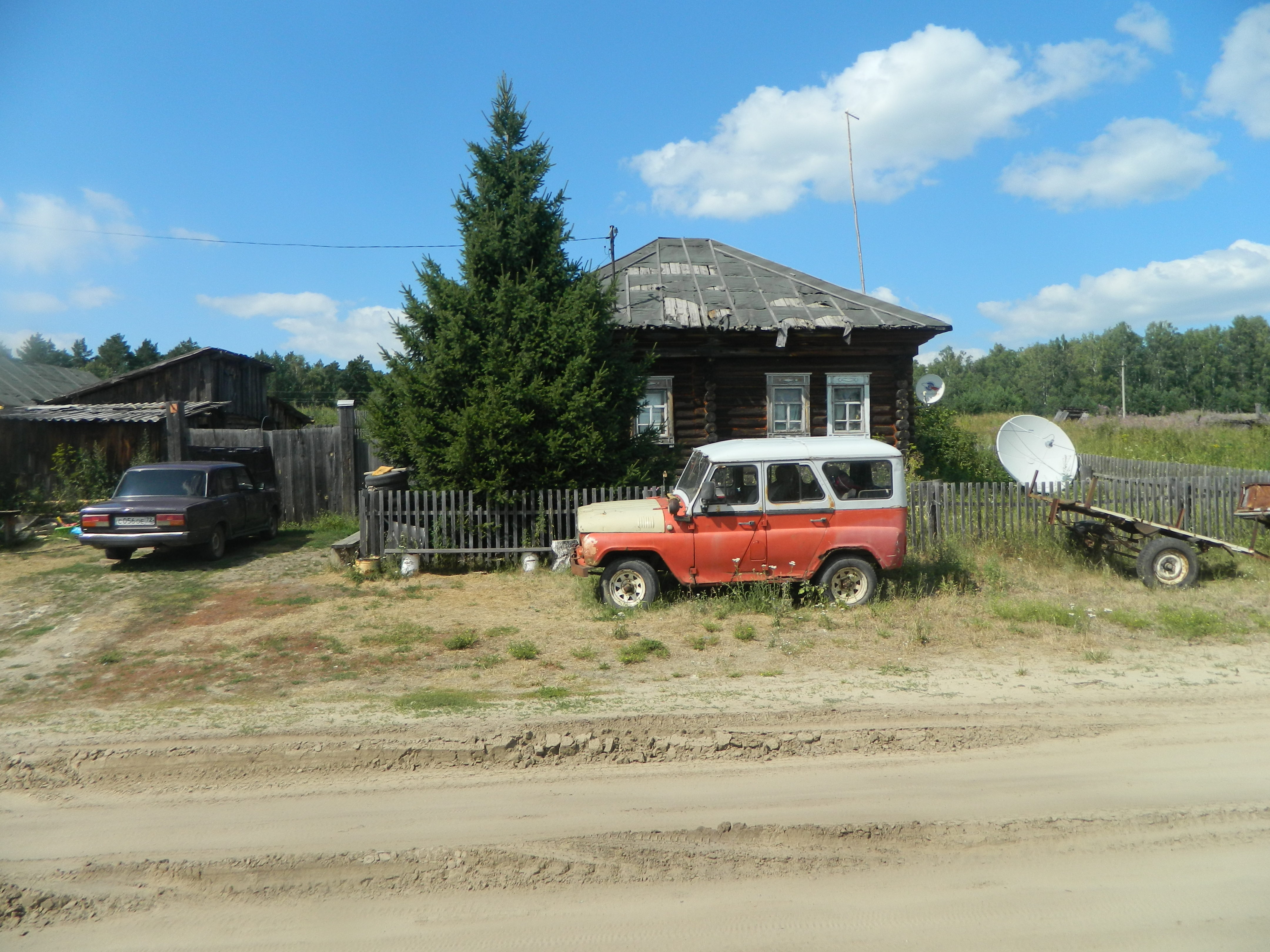
Комиссарово, Упоровский район
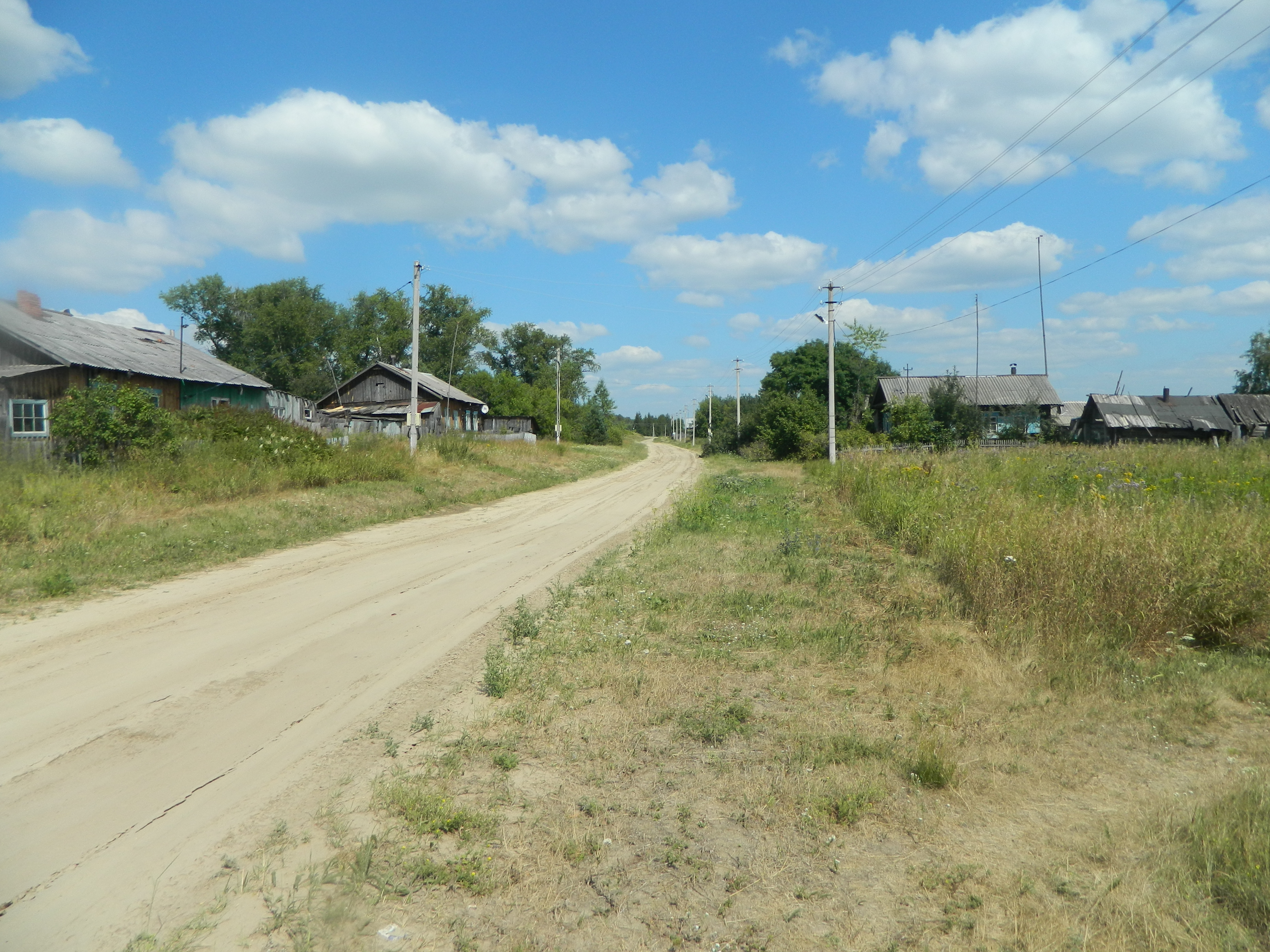
Комиссарово, Упоровский район
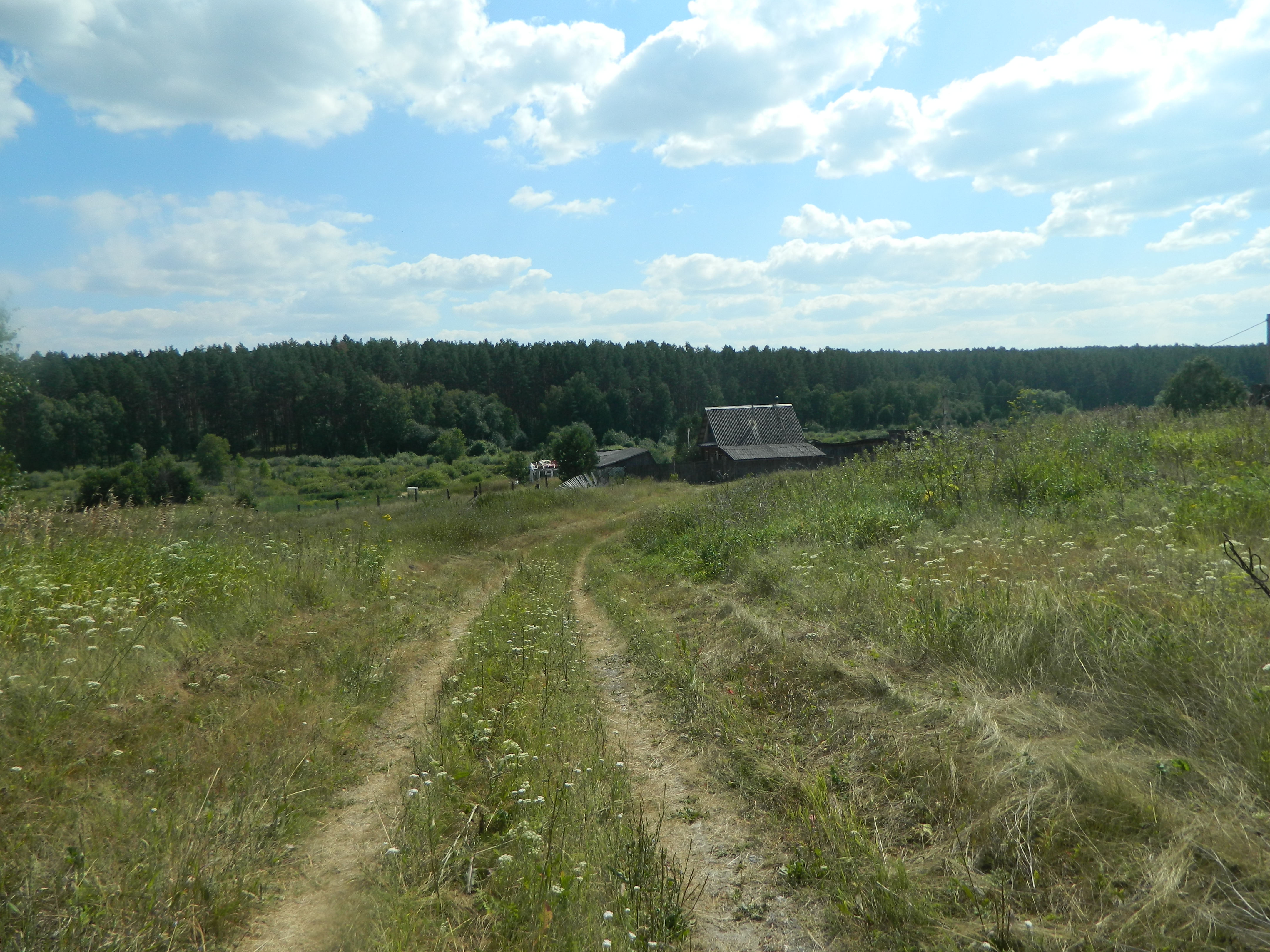
Комиссарово, Упоровский район
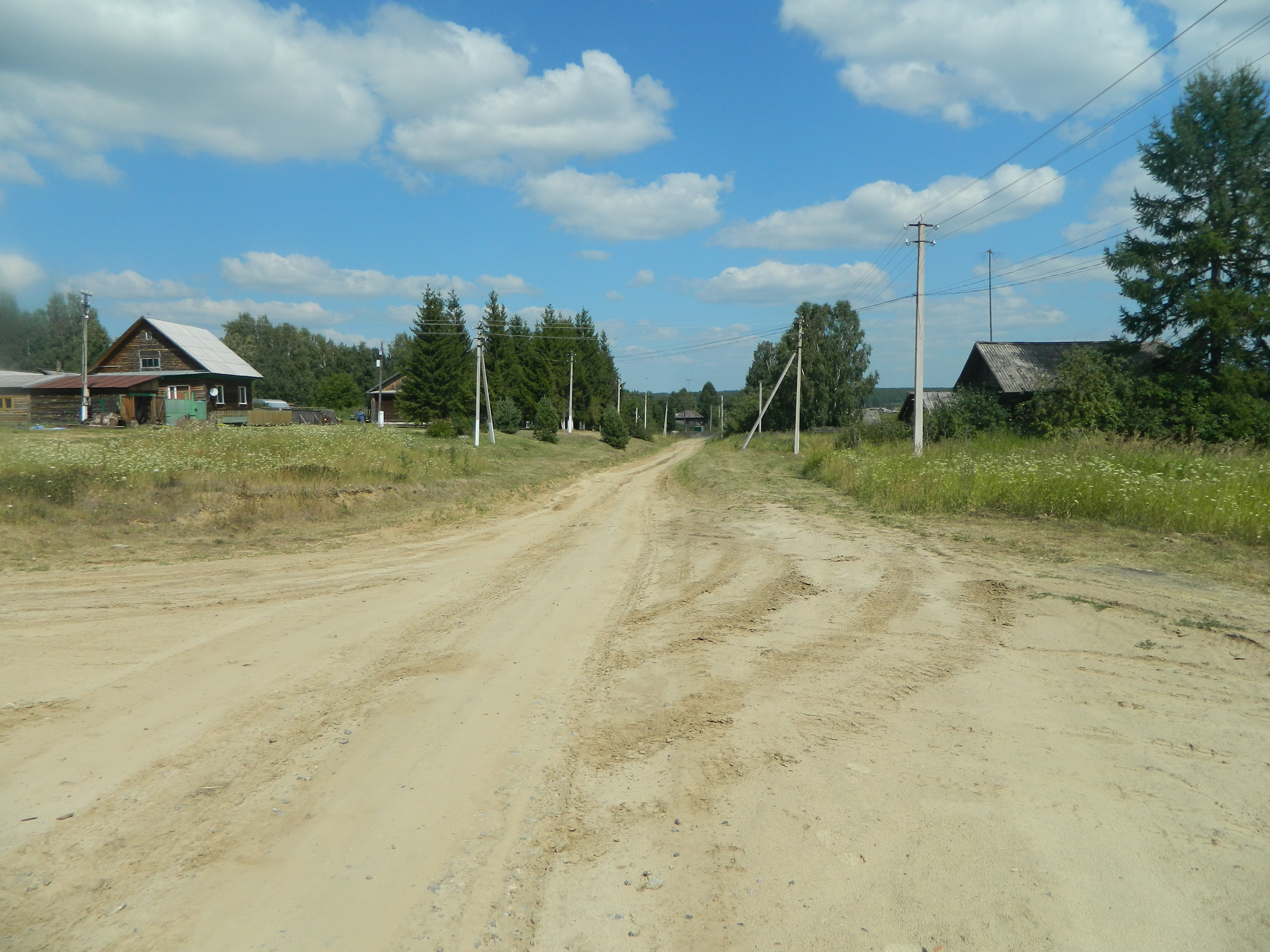
Комиссарово, Упоровский район
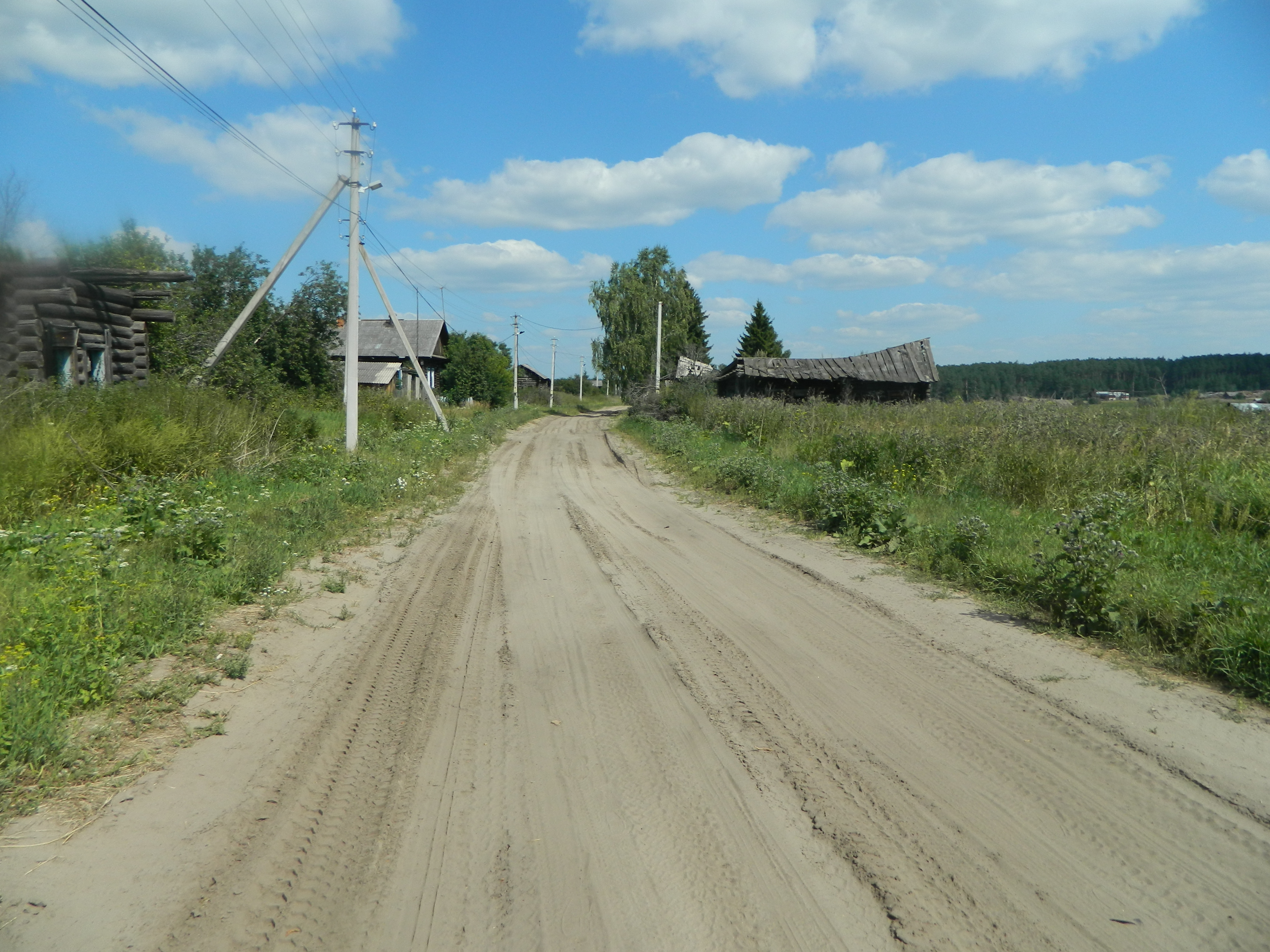
Комиссарово, Упоровский район
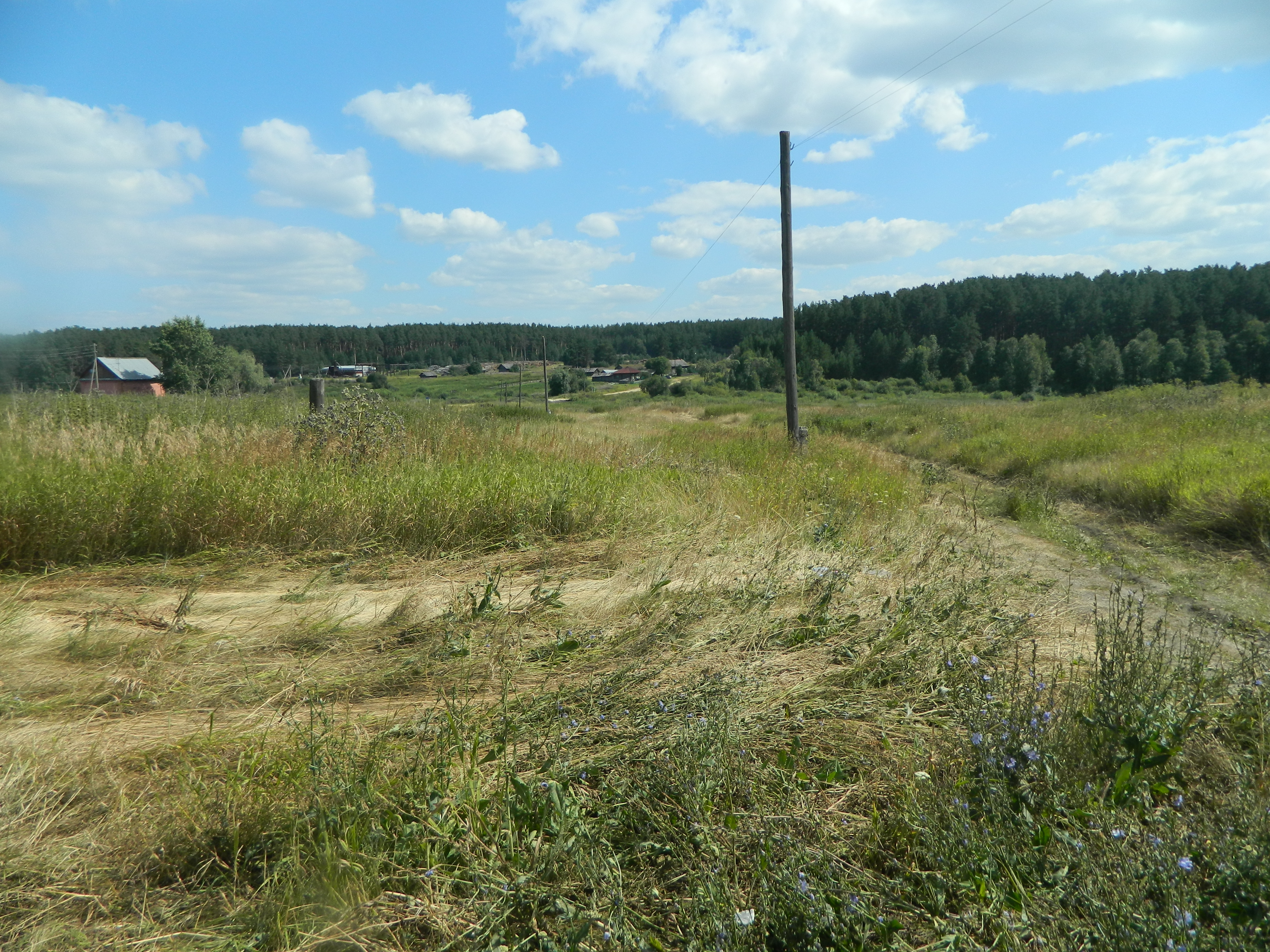
Комиссарово, Упоровский район
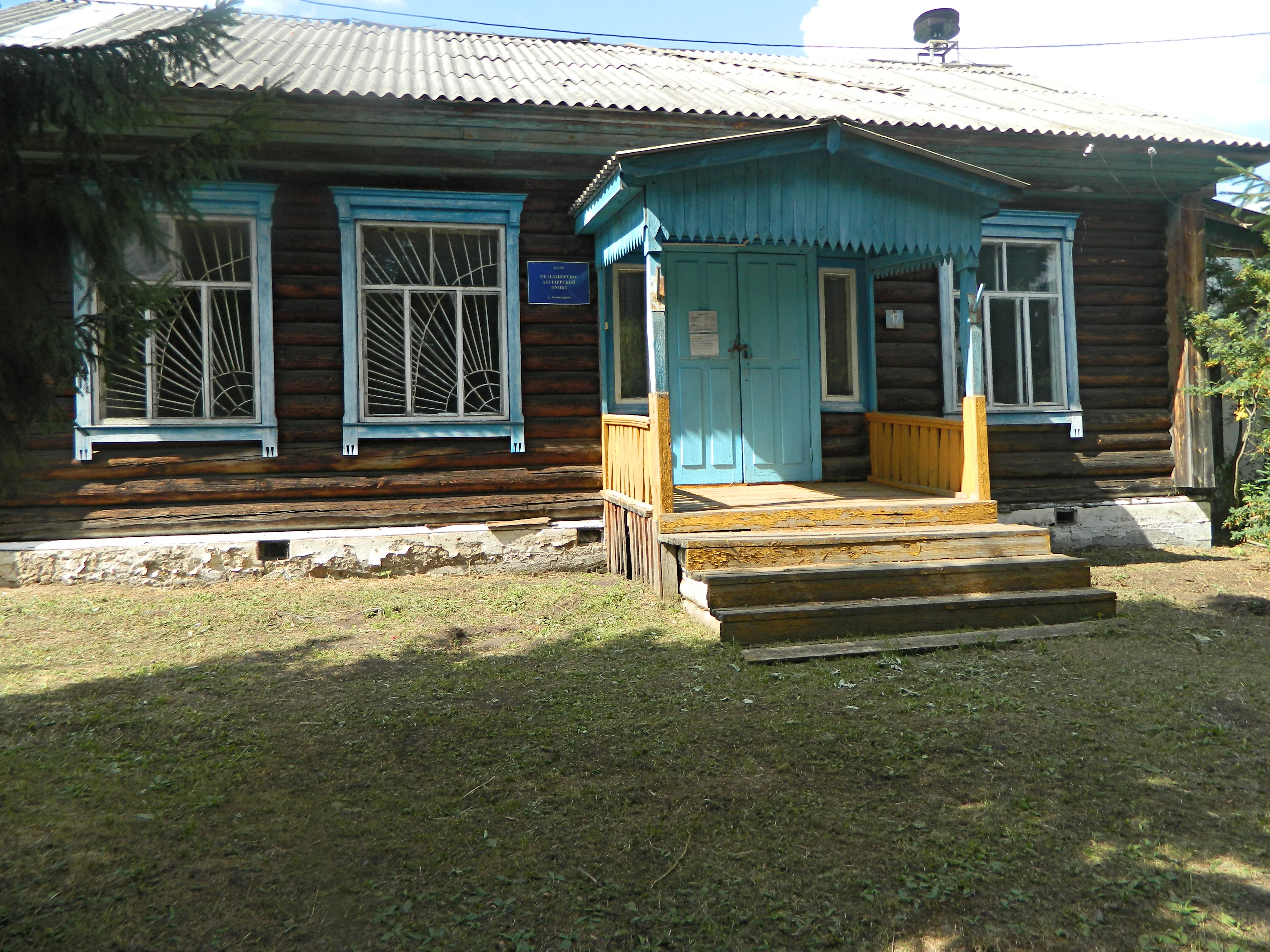
Комиссарово, Упоровский район